# Tetracera stuhlmanniana
Tetracera stuhlmanniana är en tvåhjärtbladig växtart som beskrevs av Ernest Friedrich Gilg. Tetracera stuhlmanniana ingår i släktet Tetracera och familjen Dilleniaceae. Inga underarter finns listade i Catalogue of Life.